# Pere Aragonès
Pour les articles homonymes, voir Aragonés.
Pere Aragonès i Garcia, né le 16 novembre 1982 à Pineda de Mar (Catalogne), est un homme politique espagnol membre de la Gauche républicaine de Catalogne (ERC) et comptant parmi les dirigeants du mouvement indépendantiste catalan. Il est président de la généralité de Catalogne entre 2020 et 2024.
Il est porte-parole national des Jeunesses d'ERC entre 2003 et 2007 et entre en 2006 au Parlement de Catalogne. Il se présente sans succès à la mairie de Pineda de Mar en 2011 puis 2015. En 2016, il devient secrétaire à l'Économie auprès du vice-président catalan Oriol Junqueras. À plusieurs reprises, il négocie au titre d'ERC le contenu du budget annuel de la Généralité.
À la suite des élections régionales de 2017, il est désigné vice-président et conseiller à l'Économie et aux Finances du gouvernement de Catalogne. En 2019, il est élu coordonnateur national d'ERC. En sa qualité de « numéro deux » de l'exécutif territorial, il assume à titre intérimaire la présidence de la communauté autonome à partir de septembre 2020 après la destitution de Quim Torra par la justice espagnole.
Il est investi en mai 2021 président de la Généralité de plein exercice en conséquence des élections régionales de février. Il forme une coalition avec Junts, rompue au bout de quinze mois. Il subit une importante défaite aux élections de mai 2024, ce qui l'amène à annoncer son retrait progressif de la vie politique.

## Biographie

### Origines, formation et carrière professionnelle
Pere Aragonès i Garcia est né le 16 novembre 1982 à Pineda de Mar, dans le Maresme, en Catalogne. Il est issu d'une famille de notables locaux : les Aragonès sont une famille d'entrepreneurs connue à Pineda. Son grand-père a été maire pendant la période franquiste, puis élu démocratiquement. Son père a été conseiller municipal d'opposition pour Convergence et Union (CiU).
Il est titulaire d'une licence de droit de l'université ouverte de Catalogne (UOC) et d'un master d'histoire économique de l'université de Barcelone (UB). Il a suivi des études en affaires publiques à la Kennedy School of Government de l'université Harvard. Il a obtenu un doctorat d'histoire économique de l'université de Barcelone.
Il travaille pour une étude d'avocat spécialisée dans le conseil juridique aux entreprises et aux administrations publiques. Il a également une activité académique, comme chercheur pour l'Institut Ignasi Villalonga d'Economia i Empresa (ca), et comme professeur associé à l'université de Perpignan en France.

### Porte-parole des JERC
Pere Aragonès adhère aux Joventuts d'Esquerra Republicana de Catalunya (ca) (JERC) en 1998 et à Gauche républicaine de Catalogne (ERC) en 2000. Il connaît une première carrière militante au sein des JERC en étant est porte-parole de la section de Pineda de Mar de 1998 et 2003, porte-parole de la fédération comarcale du Maresme de 2001 à 2003, et membre du secrétariat national de 1999 à 2003. En 2003, il se présente en troisième position sur la liste d'ERC aux élections municipales à Pineda.
Au XIXe congrès des JERC de décembre 2003, il est élu porte-parole national, la plus haute fonction de l'organisation. Son prédécesseur depuis 1997, Uriel Bertran (ca), quitte ses fonctions après avoir été élu député au Parlement de Catalogne lors des élections du 16 novembre 2003. Pere Aragonès, âgé de 21 ans, est le seul candidat à sa succession. Il est réélu lors du XXe congrès en novembre 2005. En décembre 2005, il s'enchaîne avec quatre autres militants aux fenêtres du siège de la COPE pour protester contre « les mensonges et les accusations injustes que cette chaîne de radio dirige contre la Catalogne, ses représentants légitimes et sa société ». Sous sa direction, les JERC font campagne pour le « non » au référendum du 18 juin 2006 sur le nouveau statut d'autonomie (ca).
Il quitte ses fonctions en novembre 2007 et Gerard Coca lui succède.

### Premier mandat de député et membre de la direction d'ERC
Les élections au Parlement de Catalogne de 2006 conduisent à la formation du gouvernement tripartite de José Montilla, avec la participation d'ERC. Josep Huguet (ca), nommé conseiller à l'Innovation, à l'Enseignement supérieur et aux Entreprises, démissionne de son mandat parlementaire, ce qui permet à Pere Aragonès de lui succéder comme député au Parlement de Catalogne.
Au Parlement, il est porte-parole d'ERC à la commission sur les politiques de la jeunesse. Il est également membre de la commission de l'environnement et de l'habitat, de la commission de l'action extérieure et de l'Union européenne, de la commission des affaires sociales et de l'immigration, de la commission de la coopération et de la solidarité, de la commission de la justice, du droit et de la sécurité des citoyens, de la commission du Síndic de Greuges et, jusqu'en avril 2008, de la commission de l'agriculture, de l'élevage et de la pêche. Il est rapporteur pour ERC des projets de loi sur l'Agence de l'habitat de Catalogne, sur l'utilisation des moyens de communications électroniques dans le secteur public, sur les consultations populaires par voie de référendum, sur l'Institut catalan international pour la paix, sur les politiques de la jeunesse, sur la médiation en matière de droit privé, et sur le droit au logement.
Parallèlement, il accède à des fonctions de direction au sein d'ERC. En juin 2007, il participe à la création du mouvement Esquerra Independentista (ca), un courant interne à ERC dirigé par Uriel Bertran, qui réclame un changement de stratégie et un congrès extraordinaire pour renouveler la direction du parti. Le mouvement, né à la suite des mauvais résultats électoraux aux élections autonomiques de novembre 2006 et aux élections municipales de mai 2007, est critique envers le président du parti, Josep-Lluís Carod-Rovira. Représenté par la jeunesse d'ERC, il passe pour le « bras armé » de Joan Puigcercós (ca), le secrétaire général et principal adversaire de Carod-Rovira à l'intérieur du parti,.
Pere Aragonès prend cependant rapidement ses distances avec le secteur critique d'Esquerra independentista pour se rapprocher de la direction. Lorsqu'il quitte ses fonctions de porte-parole des JERC en décembre 2007, il est intégré à la direction nationale d'ERC. Il devient secrétaire à la formation, succédant à Georgina Oliva i Peña (ca), qui est nommée secrétaire à la femme. Il se rapproche de Joan Puigcercós et devient son chef de campagne pour la présidence d'ERC. Joan Puigcercós remporte la victoire au congrès d'ERC de juin 2008 et forme une équipe de direction exclusivement composée de membres de son courant interne. Pere Aragonès devient secrétaire aux mouvements sociaux, mais il est le deuxième candidat à recevoir le plus de votes négatifs des militants, avec 1 435 voix « pour » et 905 voix « contre ».
Aux élections législatives du 28 novembre 2010, ERC subit une grave défaite électorale et passe de 21 à 10 députés. Joan Puigcercós annonce qu'il abandonnera la présidence au congrès suivant. L'équipe de direction est réorganisée et Pere Aragonès doit quitter ses fonctions. Il est remplacé par Violant Mascaró (ca).

### Conseiller municipal de Pineda de Mar
En octobre 2009, Pere Aragonès est désigné tête de liste d'ERC pour les élections municipales de mai 2011 à Pineda de Mar. Il succède à Mònica Palacín, l'unique conseillère municipale depuis 2003, qui sera la deuxième sur la liste. Il est la plus jeune tête de liste, mais celui qui a la plus grande expérience politique nationale : il exerce son deuxième mandat de député. ERC obtient deux sièges au conseil municipal.
Aux élections municipales de mai 2015, il est à nouveau tête de liste d'ERC et conduit une candidature paritaire alternant femmes et hommes. La liste obtient 5 sièges, faisant d'ERC la deuxième force politique à Pineda.
En juillet 2015, Pere Aragonès négocie avec Convergence et Union (CiU) la signature d'un accord de gouvernement au conseil comarcal du Maresme, qui prévoit la répartition de la présidence entre Miquel Àngel Martínez (CiU) et Mònica Palacín (ERC). Le pacte est cependant rompu un an plus tard par Convergence et Union, qui s'allie avec le Parti des socialistes de Catalogne (PSC) pour expulser ERC de l'exécutif du conseil comarcal.

### Mandats de député et ascension politique
Aux élections au Parlement de Catalogne du 28 novembre 2010, Pere Aragonès est candidat en septième position sur la liste d'ERC dans la circonscription de Barcelone. ERC subit une lourde défaite électorale, perd 11 députés et est reléguée au rang de cinquième force politique. L'ancien président du Parlement, Ernest Benach, démissionne et abandonne la vie politique, ce qui permet à Pere Aragonès, candidat malheureux aux élections, de retrouver son siège de député.
Deux ans plus tard, après la dissolution du Parlement, la nouvelle direction du parti le désigne candidat aux élections du 25 novembre 2012, en huitième position dans la circonscription de Barcelone. Il est l'un des rares membres de la direction précédente à occuper une position éligible, dans une candidature davantage caractérisée par le renouvellement. ERC double sa représentation parlementaire et devient la deuxième force politique de Catalogne. Pere Aragonès est l'un des quatre anciens députés réélus, alors que les 17 autres députés d'ERC le sont pour la première fois.
Au cours de ses deuxième et troisième mandat, il accède à des fonctions parlementaires importantes. Pendant la IXe législature, il est porte-parole d'ERC dans quatre commissions parlementaires : la commission de la justice, la commission de l'action extérieure et de l'Union européenne, la commission de la coopération et de la solidarité et la commission des politiques de la jeunesse. Pendant la Xe législature, il devient porte-parole d'ERC à la commission de l'économie, des finances et du budget, et à la commission de la justice et des droits humains. Il reste membre de la commission des politiques de la jeunesse, et de la commission de l'action extérieure, de l'Union européenne et de la coopération. En tant que membre des commissions, il est rapporteur pour ERC de divers projets de loi. Il est également membre de la commission d'enquête sur les entités financières, et de la commission d'enquête sur la faillite de Spanair. Il préside pendant quelques mois la commission d'étude des politiques publiques en matière d'économie collaborative, créée en mars 2015,.
Par ailleurs il se voit confier des responsabilités croissantes dans la conduite des relations entre ERC et CiU. En 2011 et 2012, il est chargé de rechercher un accord avec CiU pour conclure un pacte sur l'adoption du budget ; celle-ci choisit cependant de s'allier avec le Parti populaire catalan (PPC). Après les élections du 25 novembre 2012, il est en première ligne des négociations avec CiU pour la conclusion d'un accord de gouvernement, avec Marta Rovira et Lluís Salvadó. Celles-ci aboutissent à la conclusion d'un accord nommé Pacte pour la liberté, et à la formation du deuxième gouvernement d'Artur Mas en décembre 2012.
A trente ans, Pere Aragonès a déjà une grande expérience politique et fait partie des personnes de confiance du président d'ERC, Oriol Junqueras. Bien qu'il ne soit pas membre de la direction nationale élue en octobre 2011, le président lui confie des affaires importantes en matière d'économie et entend lui donner un rôle plus important à l'avenir. Ses nouvelles responsabilités lui attirent les critiques de l'opposition unioniste, notamment de Ciutadans (C's) qui le qualifie de « conseiller à l'économie de l'ombre ». Il est le négociateur économique qui permet l'adoption des budgets pour 2014 et 2015 grâce à la conclusion d'accords entre CiU et ERC,.
En mai 2015, l'équipe de direction menée par Oriol Junqueras et Marta Rovira est confirmée à la tête d'ERC. Tandis que la plupart de ses membres sont reconduits à leur poste, Pere Aragonès entre à nouveau dans l'équipe de direction dont il était écarté depuis 2010. Il est nommé secrétaire à la politique économique et à la connaissance, où il succède à Albert Castellanos.
Il est désigné candidat pour les élections plébiscitaires du 27 septembre 2015, au septième rang de la candidature d'ERC dans la circonscription de Barcelone. Il est placé en 21e position sur la liste indépendantiste unitaire d'Ensemble pour le oui, où ERC se présente en coalition électorale avec Convergence démocratique de Catalogne (CDC) et des candidats indépendants. Il entre au Parlement pour la quatrième fois, ce qui fait de lui le député le plus expérimenté d'ERC, à égalité avec Anna Simó. Il démissionne en janvier pour entrer au gouvernement, et il est remplacé par Maria Assumpta Rosell (ca), candidate numéro 34 à Barcelone, issue de CDC.

### Membre du gouvernement
En janvier 2016, Pere Aragonès est nommé secrétaire à l'Économie dans le nouveau gouvernement de Carles Puigdemont. Il occupe, avec le secrétaire à la Fiscalité Lluís Salvadó, une fonction centrale dans le ministère de l'économie dirigé par le vice-président Oriol Junqueras.
Il est chargé de l'élaboration du budget pour 2016, pour lequel le gouvernement formé par Ensemble pour le oui est dépendant du soutien de la gauche anticapitaliste de la Candidature d'unité populaire (CUP). En juin 2016, la CUP rejette le projet de budget présenté par le gouvernement.
Après la question de confiance remportée par le président Carles Puigdemont en septembre 2016, Pere Aragonès est à nouveau responsable de la négociation du budget 2017 pour Ensemble pour le oui.
Le 2 juin 2018, il devient conseiller à l'Économie et aux Finances, ainsi que vice-président, dans le gouvernement de Quim Torra. Il est élu le 15 septembre 2019 coordonnateur national d'ERC avec 82,99 % des suffrages exprimés lors d'un vote des militants du parti, ce qui fait de lui le « numéro trois » de la Gauche républicaine derrière le président Oriol Junqueras et la secrétaire générale Marta Rovira. Junqueras se trouvant en prison et Rovira en Suisse, Pere Aragonès apparaît comme le « numéro un » effectif de l'organisation.

### Président de la généralité de Catalogne

#### Par intérim
Il succède à ce dernier le 28 septembre 2020 lorsque le Tribunal suprême rend un jugement d'inéligibilité de Torra d'un an et demi  pour « désobéissance », ce qui entraîne sa destitution.

#### Élections de 2021 et premier échec à l'investiture
Le 26 mars, après les élections au Parlement de Catalogne de 2021, la candidature de Pere Aragonès est rejetée par le Parlement. Celle-ci reçoit seulement 42 suffrages favorables, ceux d'ERC et de la CUP, alors que Junts, en désaccord avec ERC sur la stratégie à mener face au gouvernement espagnol, s'abstient. Les autres partis votent contre,,. Le 30 mars, au second tour, alors que la majorité relative était nécessaire pour être investi, Aragonès échoue avec le même score. Cet échec ouvre une période de deux mois — décomptée à partir du premier vote — à l'issue de laquelle le Parlement sera automatiquement dissous en l'absence d'une investiture. Un accord est finalement trouvé entre les trois partis le 17 mai qui fera de Pere Aragonès le président. Ce sera la première fois depuis 1936 que l'ERC se retrouvera à la tête de l'exécutif catalan.

#### De plein exercice
Une nouvelle session d'investiture, convoquée pour le 20 mai, se conclut le lendemain par la désignation de Pere Aragonès comme président de la Généralité avec 74 voix favorables. Il entre en fonction le 24 mai suivant, après avoir prêté serment au cours d'une cérémonie dans le patio du palais de la Généralité à laquelle assistent notamment le ministre de la Politique territoriale Miquel Iceta, de la déléguée du gouvernement Teresa Cunillera, la présidente du Parlement Laura Borràs et son prédécesseur Quim Torra.
Il est comme d'autres dirigeants politiques catalans espionné à l'aide du logiciel Pegasus par les services de renseignement espagnols.

### Retrait de la politique

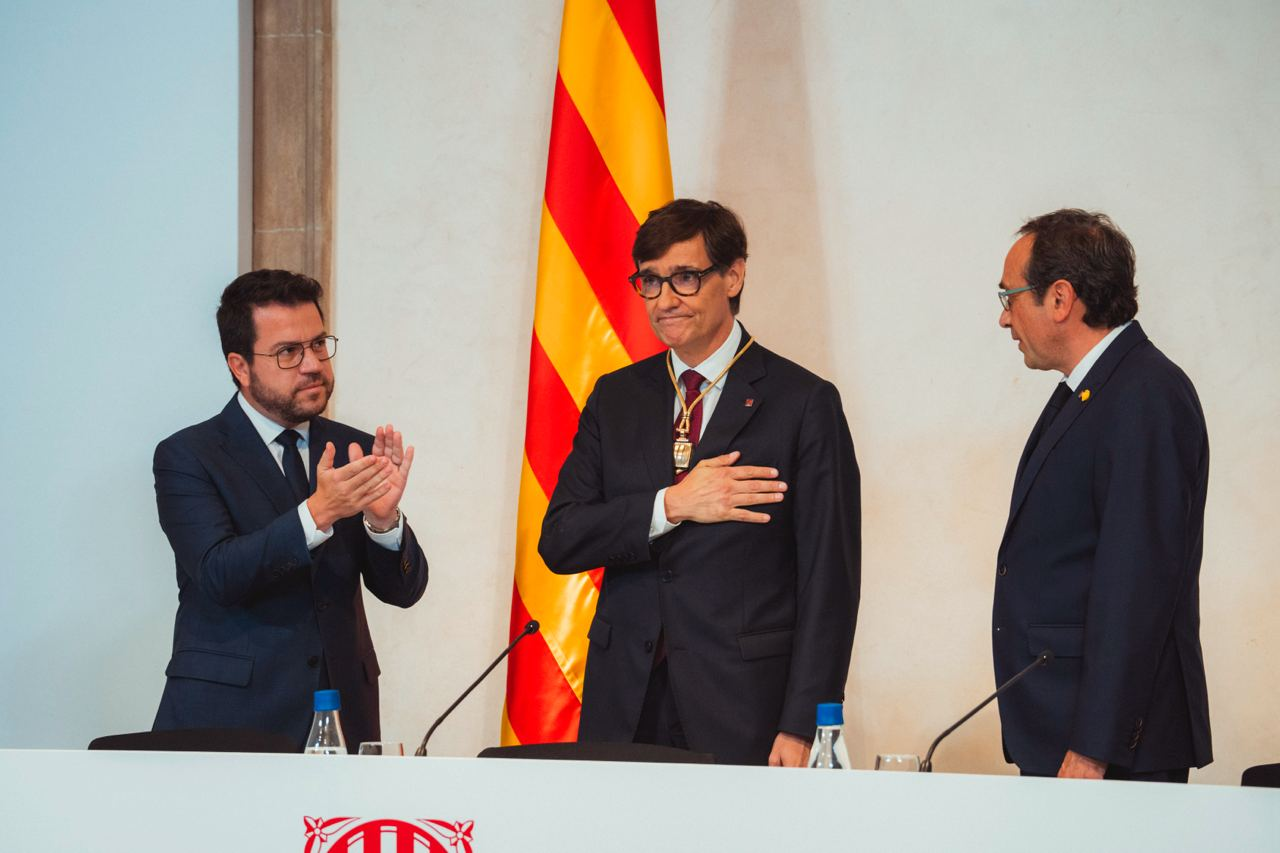
Pere Aragonès cède le pouvoir à Salvador Illa en août 2024.

Bénéficiant publiquement de la confiance d'Oriol Junqueras, Pere Aragonès est proposé le 20 janvier 2024 comme candidat à la présidence de la Généralité aux prochaines élections. La commission exécutive le proclame chef de file électoral le 25 mars suivant, alors qu'il a anticipé les élections au 12 mai quelques jours auparavant en raison du rejet de son projet de loi de finances.
À l'issue du scrutin, ERC perd 13 de ses 33 députés, 180 000 suffrages et recule en troisième position des forces politiques. Pere Aragonès annonce le lendemain qu'il se retire du premier plan de la vie politique, renonçant à siéger au Parlement et à se représenter au sein de la direction du parti lors du prochain congrès et se concentrant sur la transition avec son futur successeur à la présidence de la communauté autonome. Le 10 août, il est remplacé par le socialiste Salvador Illa à l'occasion d'une cérémonie d'assermentation à laquelle Pere Aragonès participe.